# Félix Delahaye

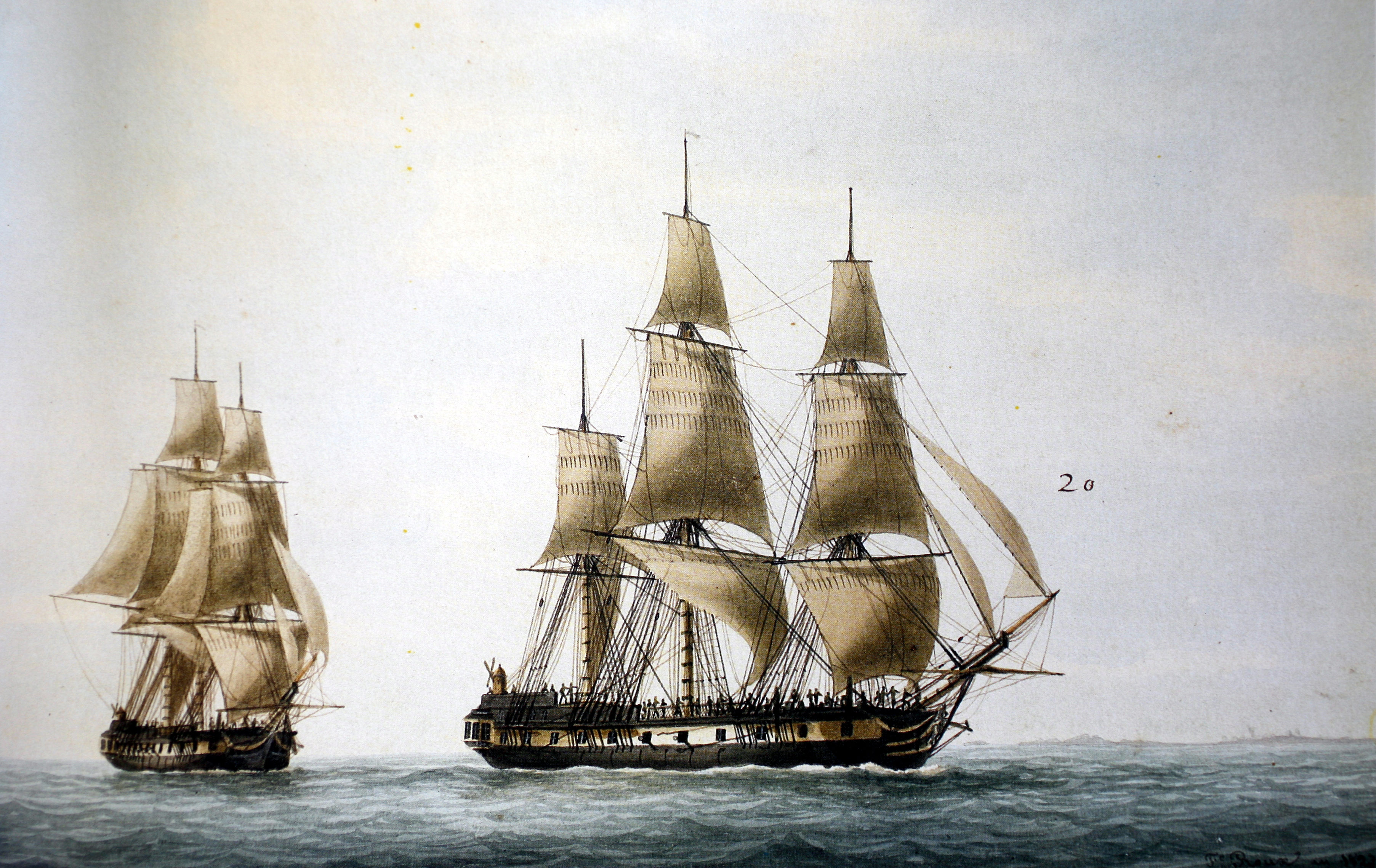
Les frégates La Recherche et L'Espérance envoyées à la recherche de Jean François de la Pérouse, peinture de François Joseph Frédéric Roux (1805-1870)

Félix Delahaye (1767-1829) est un jardinier français qui servit lors de l'expédition d'Entrecasteaux (1791-93) envoyée par l'Assemblée constituante et par Louis XVI à la recherche de l'explorateur Jean-François La Pérouse, dont on était sans nouvelles depuis trois ans.
Delahaye est l'un des nombreux jardiniers et botanistes à avoir pris part aux voyages d'exploration scientifiques européens à la fin du XVIIIe siècle et au début du XIXe siècle. Leur mission consistait à collecter, transporter, cultiver et distribuer des plantes ayant un intérêt économique. Ils travaillaient en collaboration avec les naturalistes présents dans ces expéditions, et en particulier avec les botanistes qu'ils aidaient à collecter des plants et des graines, ainsi que des spécimens destinées aux herbariums des collections nationales. Il était fréquent que ces scientifiques conservent une trace de leurs travaux dans des journaux de bord, dans lesquels ils détaillaient leurs collectes et faisaient des observations sur la végétation des lieux visités lors de leur voyage. Lors de l'expédition d'Entrecasteaux, Delahaye fut chargé d'assister le naturaliste et botaniste Jacques-Julien Houtou de La Billardière— qui accumula l'une des plus importantes collections de plantes de l'époque et publia le premier ouvrage sur la flore de l'Australie, à partir des plantes collectées lors des escales de l'expédition en Nouvelle-Hollande (Australie). Delahaye rassembla également d'importantes collections botaniques de son côté.
À son retour en France, Delahaye devint le jardinier en chef de l'impératrice Joséphine au château de la Malmaison.

## Jeunesse

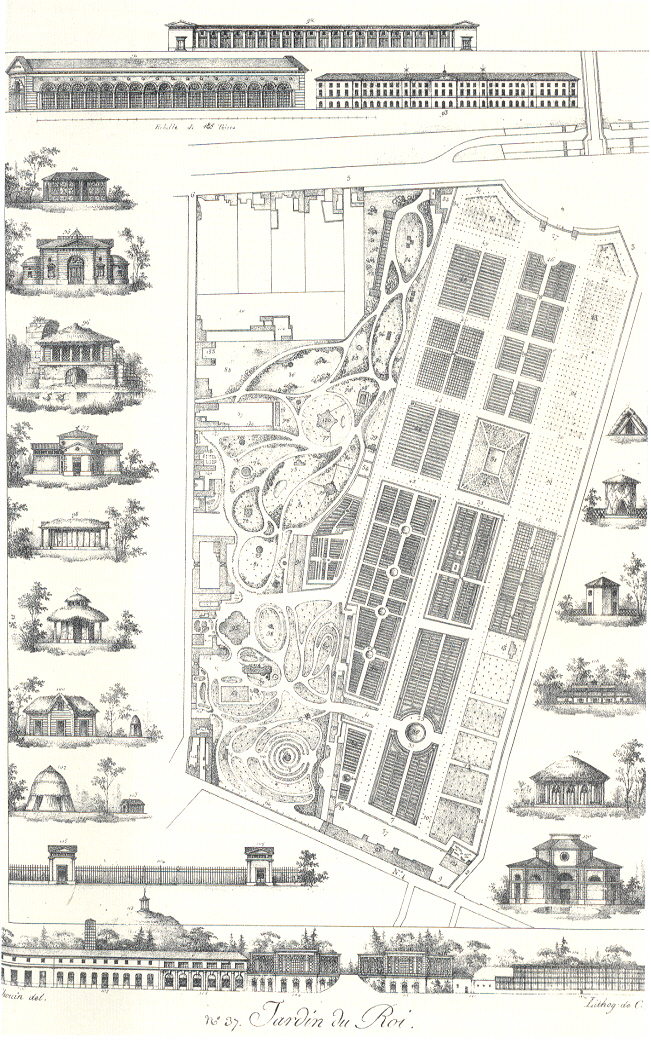
Plan du Jardin des plantes, à Paris, en 1820. Delahaye y fait ses débuts en 1788, à l'âge de 20 ans, en tant que jeune jardinier avant d'être promu au poste de Directeur de l'Horticulture

Félix Delahaye est le fils du laboureur normand Abraham Delahaye et de sa femme Marie-Anne-Élisabeth Sapeigne, qui vivaient dans le village de Caumont (Seine-Maritime) à une vingtaine de kilomètres du Havre. À l'âge de 17 ans, il quitte la ferme de ses parents et part travailler comme apprenti jardinier dans les jardins botaniques de l'Académie des Sciences de Rouen, la capitale historique de la Normandie, sous la direction de Monsieur Varin. Peu avant la Révolution française en 1788, alors qu'il est âgé de 20 ans, il commence à travaille avec André Thouin au Jardin du Roi à Paris en tant que jeune jardinier, il gravit peu à peu les échelons et finit par être nommé au poste de Directeur de l'Horticulture de l'école d'horticulture nouvellement créée (École nationale d’Horticulture). Son professeur et mentor, Thouin, enseignait alors l'horticulture à l'école de botanique du Jardin du Roi. Après la Révolution, ce jardin sera rebaptisé, le Jardin des plantes. Thouin était également le trésorier de la prestigieuse Société d’Histoire Naturelle et il a donné son nom à la Thouin Bay en Tasmanie.

## L'expédition d’Entrecasteaux
L'expédition de La Pérouse avait été vue pour la dernière fois le 10 mars 1788 quittant Botany Bay en Nouvelle-Hollande, Australie. Elle avait été aperçue par les vaisseaux de la First Fleet, transportant des bagnards depuis l'Angleterre, sous le commandement d'Arthur Phillip, quittant Port Jackson après avoir estimé que Botany Bay convenait pour l'implantation d'un établissement,. Mais en 1791, cela faisait trois ans que l'on était sans nouvelles de l'expédition. Aussi, l'Assemblée constituante et le roi Louis XVI décidèrent de confier une mission au contre-amiral d'Entrecasteaux. C'est sur les recommandations de Thouin que Delahaye, qui était alors le principal assistant jardinier à l'école de botanique du Jardin du Roi, fut invité à prendre part à l'expédition au sein du groupe de « savants » (plus de dix scientifiques, ingénieurs et artistes) en tant que jardinier de l'expédition. Thouin décrit Delahaye comme « … fort, vigoureux et bien disposé aux voyages. Doux, honnête et d'une extrême probité. Actif, travailleur et aimant passionnément sa vocation. Connaissant la théorie et la pratique des procédés de jardinage et connaissant extrêmement bien les plantes cultivées dans les Jardins du Roi. » Le salaire annuel de Delahaye pendant l'expédition, payé par la marine, était de 1 000 livres (24 livres correspondaient alors à un louis d'or), et on lui accorda le remboursement de 1 236 livres pour son matériel et ses équipements. En tant que simple jardinier, il ne reçut pas la permission de partager une cabine avec les autres savants de l'expédition, ni de dîner avec les officiers. Tout au long de l'expédition, il travailla avec diligence et honnêteté, conservant des notes méticuleuses dans son journal. Thouin voulait que Delahaye améliore son instruction pendant le temps de l'expédition et lui recommanda d'étudier le latin, d'essayer de traduire les travaux de Linnaeus et de lire et d'écrire en français. Parmi les lectures qu'il emporte figuraient le Dictionnaire Élémentaire de Botanique (1783) de Pierre Bulliard et les travaux d'Henri-Louis Duhamel du Monceau (1700–1782) qui publia des ouvrages sur la sylviculture, sur l'utilisation du bois dans l'architecture navale, sur l'agriculture, la culture des arbres fruitiers, la conservation des graines et les insectes ravageurs. Delahaye arriva à Brest, prêt pour le départ des frégates, avec quatre caisses de graines de jardin, une de noix d'arbres fruitiers, une contenant des ustensiles de jardinage et une contenant ses vêtements de jardiniers.

### Déroulement de l'expédition
L'expédition comptait deux frégates, La Recherche et L'Espérance. Les premières escales eurent lieu aux îles Canaries, puis au Cap de Bonne-Espérance suivie de la Terre de Van Diemen (dans la Baie de la Recherche, en Tasmanie, que d'Entrecasteaux nomme ainsi en l'honneur du navire amiral de l'expédition, puis en Nouvelle-Calédonie, sur les îles de l'Amirauté, dans la colonie hollandaise d'Ambon (où Delahaye échangea des graines avec le gouverneur hollandais) puis sur la côte sud de l'Australie-Occidentale avec la découverte de la Baie de l’Espérance (que d'Entrecasteaux nomme en l'honneur de son second navire). Mais l'eau douce commençant à manquer à bord, les deux frégates retournèrent à la baie de la Recherche, effectua ainsi une circumnavigation antihoraire complète du continent. L'escale suivante eut lieu dans les îles Tonga où Delahaye collecta des fruits d'arbre à pain avec l'intention de les rapporter à l'Isle de France, puis en Nouvelle-Calédonie (où Kermadec, le capitaine de L'Espérance meurt, le 6 mai 1793). L'expédition croise au large de Vanikoro, sans savoir qu'il s'agissait de l'endroit où La Boussole et l'Astrolabe de La Pérouse avaient fait naufrage, elle passe les îles Salomon, les îles Trobriand et enfin, juste avant la mort de d’Entrecasteaux en juillet 1793 due au scorbut, elle effectue des relevés sur la côte orientale de la Nouvelle-Guinée et au nord de la Nouvelle-Bretagne. L'expédition, qui était passée sous le commandement Alexandre d'Hesmivy d'Auribeau, parvient à Surabaya, Java, en octobre 1793, apprend que la France était en état de guerre avec ses voisins européens parmi lesquels les Provinces-Unies, la Grande-Bretagne et le royaume d'Espagne, que le roi de France Louis XVI avait été guillotiné le 21 janvier 1793, que la République avait été déclarée. Les Hollandais se saisissent des deux frégates de l'expédition. Tous les savants, à l'exception d'un seul, semblaient avoir de la sympathie pour le mouvement révolutionnaire. Ces derniers sont internés à Semarang et leurs travaux scientifiques sont confisqués, ils seront par la suite capturés par un navire britannique sur un vaisseau français les rapportant en France. Sous l'insistance de Sir Joseph Banks, ces travaux seront par la suite restitués à la France. Contrairement à La Billardière, Delahaye n'est pas interné à Semarang et les Hollandais lui permettent de planter les arbres à pain qu'il destinait à l'Isle de France. Au cours de l'expédition, et sous le patronage de La Billardière, Delahaye avait récolté pas moins de 2 699 spécimens de plantes séchées ainsi qu'une vaste collections de graines.

### Un jardin potager européen

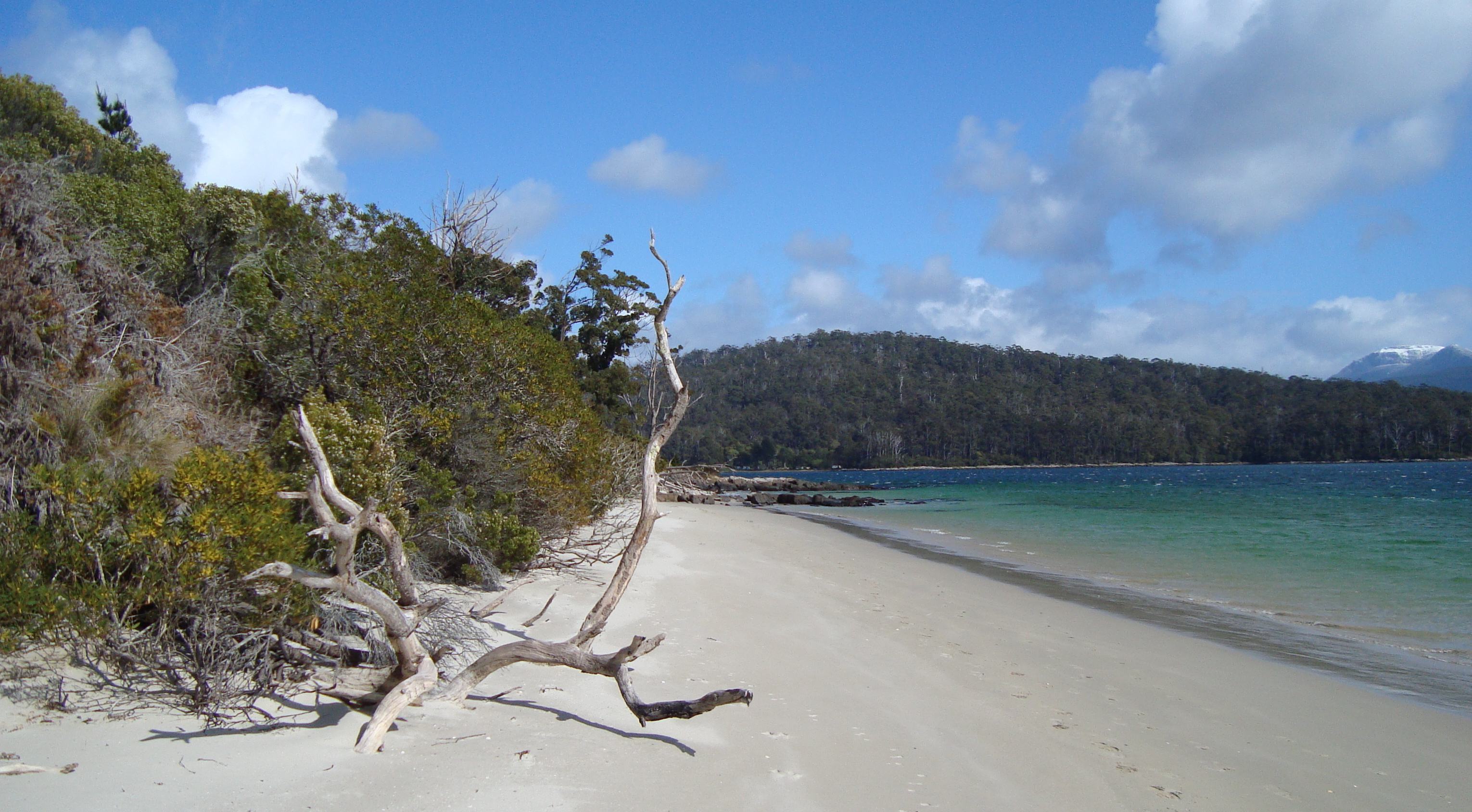
La baie de la Recherche, havre auquel D'Entrecasteaux donna le nom d'une de ses frégates

En 1792, pendant les 25 jours que dura la première escale dans la baie de la Recherche, en Tasmanie, Delahaye établit un jardin potager européen. Il devait servir de source de nourriture aux équipages, mais était également conçu comme outil de civilisation des populations indigènes et de source d'approvisionnement pour les vaisseaux européens qui viendraient y faire escale dans le futur. Il s'agit du premier jardin potager européen à avoir été planté en Tasmanie. Planté au nord du point de mouillage des frégates, il continua d'exister longtemps après le départ de l'expédition. En effet, il fut redécouvert par Lady Jane Griffin (épouse de John Franklin) dans les années 1840. Au large, sur l'île Bruny, une petite orchidée avait été plantée quelques mois auparavant par l'expédition britannique de William Bligh, probablement par le jardinier de l'expédition David Nelson. Le journal de Delahaye rapporte qu'il planta du céleri, du cerfeuil, de la chicorée, des choux, de la laitue romaine grise, différente sortes de navets, des oignons blancs, des radis, de l'oseille, des pois, des salsifis noirs et des pommes de terre. Il sema également une grande quantité de graines dans le sous-bois, jetées au hasard dans l'espoir qu'elles pousseraient. De retour dans la baie le 21 janvier 1793, le rendement du jardin potager était des plus bas, les graines ayant été plantées dans un sol sec et sablonneux. Cette fois, Delahaye essaya d'expliquer aux aborigènes locaux que les tubercules, lorsqu'elles étaient cuites sur des braises, étaient comestibles. Le long de la côte, proche d'Adventure Bay, sur l'île Bruny, Delahaye examina et prit soin de deux grenadiers, d'un cognassier et de trois figuiers, plantés en 1792 par l'expédition de Bligh.

### Redécouverte du jardin en 2003
Le 4 février 2003, sur la péninsule nord-est de la baie de la Recherche, les militants écologistes Helen Gee et Bob Graham découvrirent une structure de pierre rectangulaire couverte de mousse de dimensions 9 mètres x 7,7 mètres, subdivisée en quatre rectangles et comprenant une « plinthe » (pour soutenir les tonneaux d'eau) mesurant 1,8 mètre x 1,7 mètre. Il s'agit là peut-être des restes du jardin potager établi par Delahaye en 1792. Le site (« NE peninsula ») fut placé sur le registre de la Tasmanian Heritage Register le 20 février 2003. Cette découverte constitua un élément important de la campagne de sensibilisation destinée à préserver le site et, au-delà, toute la péninsule, qui appartenait alors à des propriétaires privés et était menacée par l'exploitation forestière.

## Transport des arbres à pain vers les Indes occidentales françaises

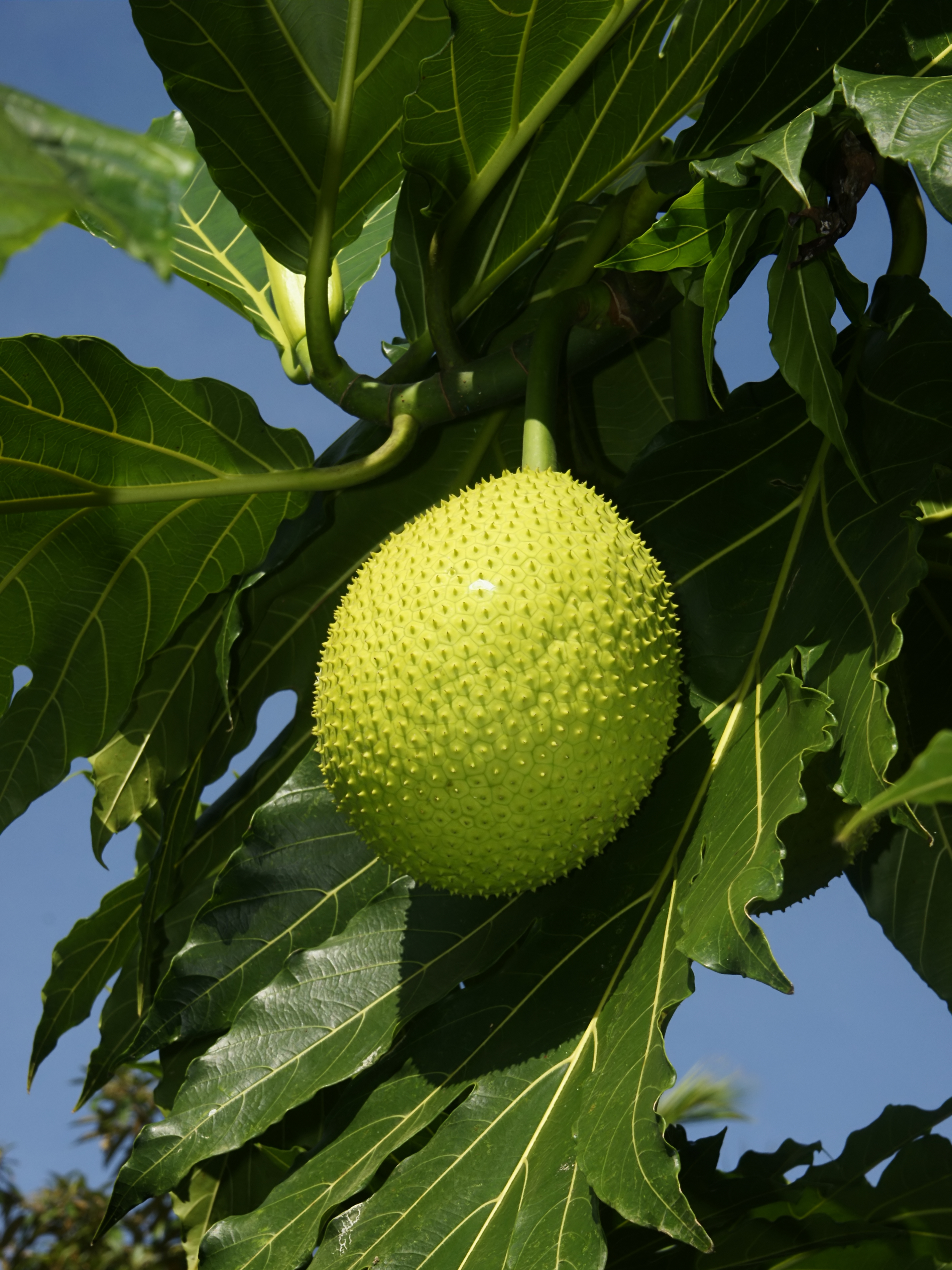
Arbre à pain, Artocarpus altilis (fruit)

Après plusieurs semaines de travaux botaniques dans la baie de la Recherche, en 1793 les navires de l'expédition mirent le cap sur Tongatapu (principale île du royaume de Tonga) où Delahaye reçoit des instructions spécifiques visant à collecter des plants d'arbre à pain de qualité destinés à être transportés sur l'Isle de France. Les plants sélectionnés par ses soins étaient conditionnés dans des caisses en bois rectangulaires dotées de trous pour permettre le drainage et d'un cadre en verre et en grillage pour permettre une régulation de la température. En conséquence, Delahaye collecte à Tonga 200 plants d'arbre à pain, à l'image de ce qu'avait fait David Nelson, jardinier-botaniste du capitaine Bligh sur Le Bounty. Lorsque les Français parvinrent à Surabaya, à Java, seuls 14 plants avaient survécu et ce nombre chuta à 10 lorsque Delahaye arriva à Semarang à quelque 300 kilomètres de distance. Par ses soins et grâce à la technique du marcotage (un moyen de multiplication) il parvint à doubler le nombre de plants avant de quitter Java en janvier 1797 pour l'île de France à bord de la frégate La Régénerée. Il s'occupa des plants lors de la traversée en mer et les confia à son arrivée à Jean-Nicolas Céré au Jardin des Pamplemousses sur l'Isle de France. Sur l'île, les plants se développèrent jusqu'à son retour en France. Grâce au travail patient et aux soins prodigués à ces plants par Delahaye, l'arbre à pain fut introduit avec succès dans les Indes occidentales françaises. Présent entre mars et avril 1797 sur l'Isle de France, il collecte 280 spécimens de plantes qu'il numérote et qui viennent s'ajouter à ceux récoltés sur Java et au graines ramassées en Australie. Lorsqu'il quitte l'île en mai 1797, il emporte avec lui une sélection de plantes ornementales qu'il avait prélevées dans les jardins de l'Islle de France.
Lorsque les collections de l'expédition atteignirent finalement Paris, elles remplissaient 36 malles et parmi les plantes vivantes ramenées figuraient deux arbres à pain.

## Travaux ultérieurs
Delahaye arrive en France et, le 9 juillet, il est nommé membre de la commission envoyée en Italie pour piller les musées et bibliothèques du nord du pays, suivant le victoires de Napoléon Ier. À son retour il est nommé jardinier en chef, premièrement au Petit Trianon en 1798 puis, en 1805, au Château de la Malmaison, la résidence de l'impératrice Joséphine. Un Anglais, Alexander Howatson, remplissait auparavant cette fonction de jardinier en chef de la Malmaison. Napoléon n'appréciait pas le fait d'avoir un Anglais comme employé dans sa propre maison et reprochait à Howatson les sommes excessives que ce dernier lui réclamait pour l'approvisionnement en arbustes de la Malmaison, aussi Napoléon saisit cette occasion pour se passer de ses services. Le poste de Surintendant des jardins du Château de la Malmaison fut donné au botaniste Charles de Mirbel. C'est par l'intermédiaire de De Mirbel que Delahaye obtint ce poste de jardinier en chef à la Malmaison, et grâce à la restauration des jardins du Petit Trianon et de l'ancien jardin de Marie-Antoinette à Versailles. Ce jardin comptait probablement la plus importante collection de plantes originaires d'Australie en Europe à cette époque. Pendant plusieurs décennies, Delahaye reste le seul jardinier en Europe à avoir vu les plantes de Nouvelle-Hollande grandir dans leur milieu naturel, et il faisait pousser un grand nombre de plantes qu'il avait lui-même récoltées. Malgré les tensions qui apparurent entre Delahaye et le botaniste en chef de l'impératrice, Aimé Bonpland, Delahaye continua à travailler pour l'impératrice Joséphine jusqu'à sa mort en 1814 après quoi, il se lança dans les affaires (probablement en 1826 lorsque la Malmaison fut vendu) en tant que gestionnaire d'une serre privée à Montreuil, près de Versailles, qui employait également sa femme et ses fils. Il y conservait sa collection de spécimens ainsi qu'un important herbarium avec les graines et les spécimens ethnographiques qu'il avait rapportés de son voyage.
Delahaye décède à son domicile, au n°6 de la rue Symphorien, à Versailles, le 20 août 1829, à l'âge de 62 ans, et est enterré au cimetière de Montreuil. Sa femme, Anne Serreaux, lui survit ainsi que leurs deux fils et leur fille,. Sa fille épousa Pierre Bertin qui reprit la serre, ce dernier la transmet à son fils Émile Bertin qui, à son tour, la transmettra à Jean-Jaques Moser.

## Collections de plantes

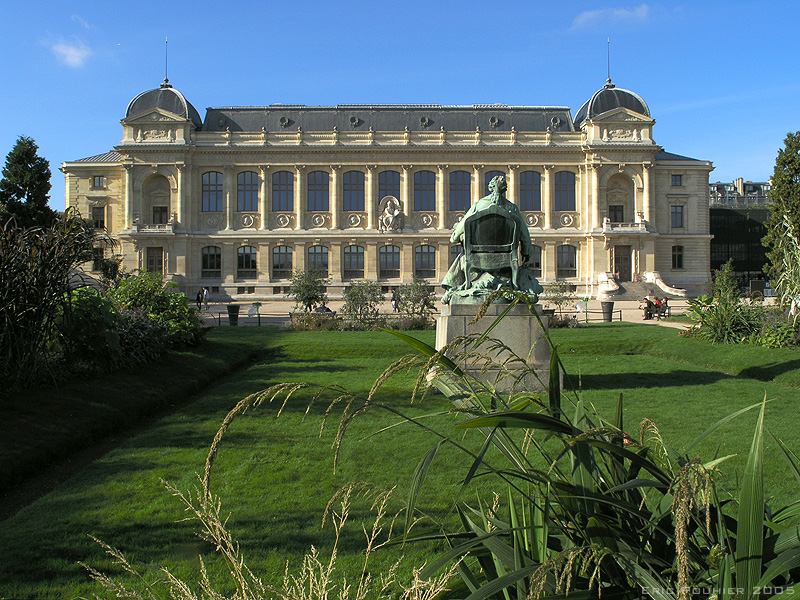
Le Muséum national d'histoire naturelle, dépositaire du journal de bord de Delahaye et de la plupart de ses plantes séchées

À son retour à Paris, Delahaye rapporte une importante collection de plantes vivantes et de plantes séchées, mais celle-ci sera dispersée à sa mort, les spécimens de l'herbarium se trouvent aujourd'hui à Paris, Genève, Maurice et Java. Son herbarium originel de 2 699 plantes comprenait des spécimens datés et numérotés dans son journal comme suit : Nouvelle-Irlande (archipel Bismarck, 17-24 juillet 1792, numéros de collection n°699-786); Ambon (6 septembre – 12 octobre 1792, n°787-1113), Boeroe (3–5 septembre 1793, n°1517-1669), Surabaya, est de Java (29 octobre 1793–août 1794, n°1670-1962), Java (de 1794–96, n°1963-2296), Batavia, ouest de Java (juin 1796–janvier 1797, n°2297-2419) et le restant sur l'île de France,.
Le 16 août 1879, le Muséum national d'histoire naturelle fait l'acquisition de son herbarium, 84-folio, de son catalogue et journal auprès de l'antiquaire et libraire Pironin pour 295 francs. Une petite collection de graines est donnée à l'École nationale d’Horticulture de Versailles par son petit-fils, Émile Bertin. Un manuscrit de ses collections de graines est conservé dans la bibliothèque du Museum (‘Notes des graines récoltées dans le voyage autour du monde’).

## Honneurs
Le nom « Lahaie » est gravé sur l'obélisque Liénard dans le jardin des Pamplemousses, à Maurice. D’Entrecasteaux donna son nom à une île de Port Espérance (Tasmanie), cette île est aujourd'hui connue sous le nom d'île Hope. Son nom a également été donné par d’Entrecasteaux à un cap des îles d'Entrecasteaux.